# Trichophthalma porteri
Trichophthalma porteri är en tvåvingeart som beskrevs av Stuardo 1935. Trichophthalma porteri ingår i släktet Trichophthalma och familjen Nemestrinidae. Inga underarter finns listade i Catalogue of Life.